# Кровосос ведёт в танце
«Кровосос ведёт в танце» (итал. La sanguisuga conduce la danza) — итальянский фильм ужасов с элементами триллера и джалло 1975 года, снятый режиссёром Альфредо Риццо.

## Сюжет
Граф Марнак после загадочной смерти своей жены знакомится с Эвелин, театральной актрисой, как две капли воды похожую на покойную жену. Граф без памяти влюбляется в актрису и вскоре решает жениться. После свадьбы он приглашает в свой замок всю театральную труппу. Оказавшись в замке, членов труппы встречает Сибил, экономка дома Марнаков. Очень скоро за Эвелин и её подругами-актрисами начинает охотиться таинственный убийца, который отрезает им головы.

## В ролях
- Джакомо Росси Стюарт — граф Ричард Марнак
- Криста Нелл — Кора
- Феми Бенусси — Сибил
- Патриция Де Росси — Эвелин
- Лучано Пигоцци — Грегори
- Майк Монти — сын Грегори
- Луиджи Батцелла — инспектор полиции

## Производство
До того, как стать режиссёром фильма «Кровосос ведет в танце», Альфредо Риццо был известным в Италии актёром. Этот фильм стал его последней работой в качестве режиссёра и его единственным фильмом ужасов. Фильм снимался в период с ноября по декабрь 1974 года. Съёмки проходили в замке Пикколомини в Бальсорано, замке Монте-Сан-Джованни-Кампано, на озере Браччано и на студии Icet De Paolis Studios в Милане.